# Austrosticta soror
Austrosticta soror là loài chuồn chuồn trong họ Isostictidae. Loài này được Sjöstedt mô tả khoa học đầu tiên năm 1917.